# Melanagromyza miamensis
Melanagromyza miamensis is een vliegensoort uit de familie van de mineervliegen (Agromyzidae). De wetenschappelijke naam van de soort is voor het eerst geldig gepubliceerd in 1973 door Spencer.